# Izlov dupina
Izlov dupina vrsta je lova na dupine i povremeno male kitove, koje se brodovima usmjerava u zaljeve, uvale ili na plaže, gdje ih se lovi i usmrćuje. Njihov bijeg sprječava se zatvaranjem puta do otvorenog mora ili oceana s brodovima i mrežama. Dupini se na ovaj način love u nekoliko mjesta diljem svijeta, uključujući Japan, gdje je ta praksa najpoznatija te na Solomonskim Otocima, Farskim otocima i u Peruu. Dupini se najčešće love zbog mesa, a neki se zarobljavaju živi i završe u dupinarijama (zabavni parkovi s dupinima).
Tisuće dupina izlovljava se svake godine unatoč međunarodnoj kritici te usprkos tomu što meso dupina može biti loše za zdravlje, zbog nakupljenih otrovnih tvari, poput žive, koju absorbira tijelo dupina iz zagađenog mora ili oceana.
U japanskom gradiću Taijiu događa se svake godine jedan od najvećih lova na dupine u svijetu od rujna do početka ljeta. To je lokalna tradicija, koja nije poznata izvan šireg područja grada. Lokalne vlasti pod zaštitom državnih vlasti dozvoljavaju lov i ubijanje dupina. To se događa daleko od očiju javnosti u zaljevu, koji je prirodno teško dostupan. Strogo je zabranjeno svako snimanje događaja.
Dokumentarni film "Zaljev" koji opisuje sezonski lov i ubijanje dupina u Nacionalnom parku u Taijiu, u Japanu, dobitnik je Oscara za najbolji dokumentarni film i brojnih drugih filmskih nagrada. Film je osmislio Ric O'Barry, koji je bio jedan od glavnih dresera dupina u TV seriji Flipper, a kasnije je postao, jedan od najpoznatijih aktivista za zaštitu dupina. Posebno se zalaže za zabranu lova i ubijanja dupina u Japanu o čemu i govori ovaj dokumentarni film.